# Gelis papaveris
Gelis papaveris là một loài tò vò trong họ Ichneumonidae.